# 松姫 (徳川家)
松姫（まつひめ、慶長元年10月7日（1596年11月26日） - 慶長3年1月29日（1598年3月6日））は、安土桃山時代の女性。徳川家康の四女。

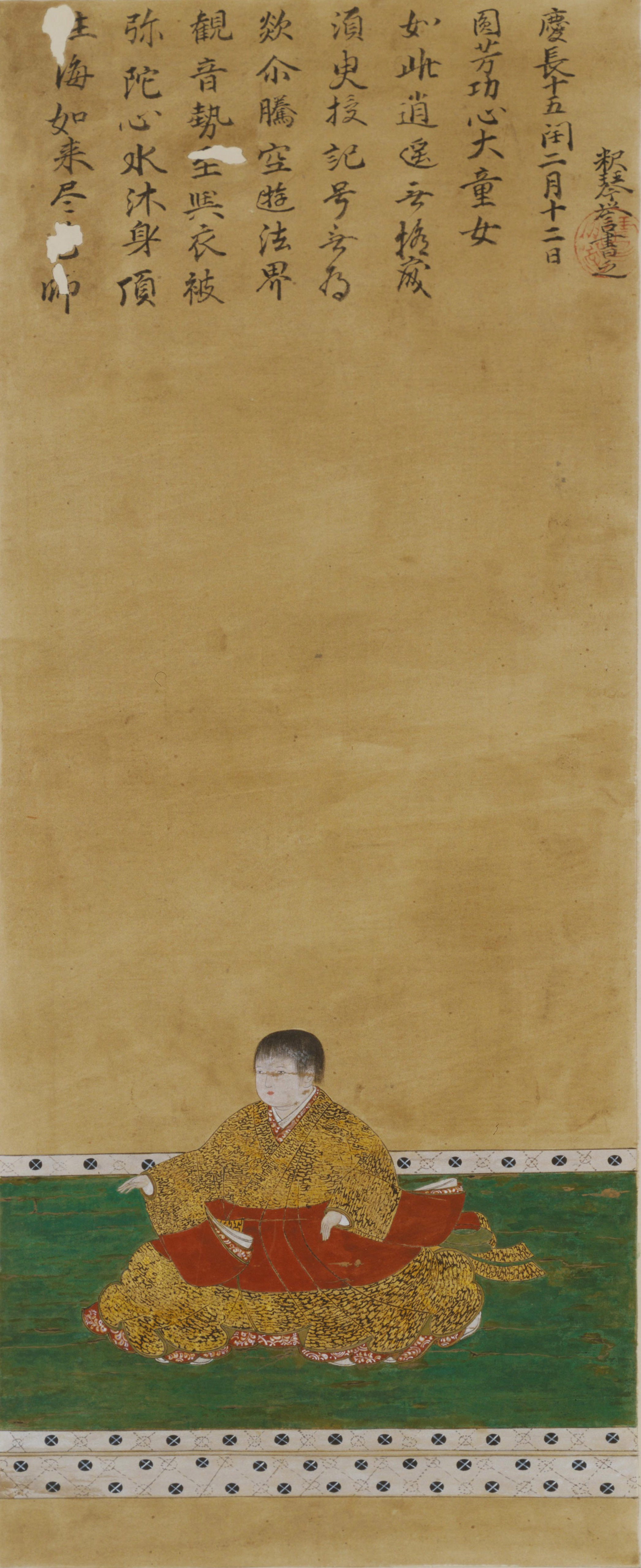
釈琴誉賛、京都府清凉寺蔵

## 略歴
生母はお久の方ともお梶の方とも伝わる  。『幕府祚胤伝』によれば慶長元年（1596年）10月7日生れ。生まれた時から病弱であり慶長3年（1598年）1月29日に早世した 。